# Marquesado de Avilés

Escudo de Avilés, Principado de Asturias.

El marquesado de Avilés es un título nobiliario español concediendo por Real decreto de 27 de octubre de 1896 y el subsiguiente Real despacho de 8 de febrero de 1897 por María Cristina de Habsburgo (regente) en nombre de su hijo el rey Alfonso XIII a favor de María del Carmen de la Luz González de Carvajal y Álvarez-Cabañas, nacida en La Habana el 28 de mayo de 1836 y fallecida en la ciudad de Nueva York el 8 de octubre de 1909.
Su denominación hace referencia al municipio de Avilés, Principado de Asturias, de donde era natural su esposo Leopoldo González Carvajal y Zaldúa,  I marqués de Pinar del Río

## Marqueses de Avilés
|                           | Titular                                                           | Periodo                   |
| Creación por Alfonso XIII | Creación por Alfonso XIII                                         | Creación por Alfonso XIII |
| ------------------------- | ----------------------------------------------------------------- | ------------------------- |
| I                         | María del Carmen de la Luz González de Carvajal y Álvarez-Cabañas | 1897-1909                 |
| II                        | Manuel González de Carvajal y González de Carvajal                | 1910-1919                 |
| III                       | Marco Aurelio González de Carvajal y González de Carvajal         | 1920-1924                 |
| IV                        | Rafael González de Carvajal y Ruiz                                | 1924-1945                 |
| V                         | María del Carmen de Miranda y González de Carvajal                | 1955-1981                 |
| VI                        | Anselmo González del Valle y Zuazola                              | 1982-1986                 |
| VII                       | Francisco Javier González del Valle y Francos                     | 1986-actual titular       |

## Historia de los Marqueses de Avilés
- María del Carmen de la Luz González de Carvajal y Álvarez-Cabañas (1836-1909), I marquesa de Avilés.[2][1]

Se casó el 28 de abril de 1868 con Leopoldo González Carvajal y Zaldúa, I marqués de Pinar del Río. Le sucedió, por real carta de sucesión de 29 de agosto de 1910, su hijo:
- Manuel Jorge González de Carvajal y González de Carvajal (m. 1919), II marqués de Avilés.[2]

Contrajo matrimonio el 8 de febrero de 1906 con Margarita González de Mendoza y Montalvo. Sin descendientes. Le sucedió su hermano:
- Marco Aurelio González de Carvajal y González de Carvajal, Zaldúa y Álvarez-Cabañas, (Nueva York, 2 de septiembre de 1870-Nueva York, 1931), III marqués de Avilés por real carta de sucesión de 5 de julio de 1920 y II marqués de Pinar del Río desde 30 de septiembre de 1909.[2]

Se casó con María Josefa Susana Ruiz de Olivares, hija de Luciano Ruiz y de los Cuetos y de Manuela Olivares y Martínez. Le sucedió, por cesión en 1924, su hijo:
- Rafael José Hugo de la Merced González de Carvajal y Ruiz (La Habana, 1 de abril de 1904-Matanzas, 1 de abril de  1945),[1] IV marqués de Avilés por real carta de sucesión de 3 de diciembre de 1924 y III marqués de Pinar del Río por cesión de su padre, según carta de pago de 6 de marzo de 1931.[2] Soltero, le sucedió en 1955 su prima segunda:[1]

- María del Carmen de Miranda y González-Carvajal (m. 1981), V marquesa de Avilés.

Contrajo matrimonio con Calixto García y González. Le sucedió:
- Anselmo González del Valle y Zuazola, VI marqués de Avilés.[3] Le sucedió:

- Francisco Javier González del Valle y Francos, VII marqués de Avilés.[4]